# Monte Whorl
El monte Whorl es una montaña que tiene una altura de 3669 m. Está justo dentro de los límites del Parque nacional de Yosemite en Sierra Nevada, inmediatamente al sur de su vecino más famoso, el pico de Matterhorn. Fue nombrado así el 1 de enero de 1932.
La montaña Whorl tiene 3 picos y es muy difícil de escalar. 2,1 km al norte de la montaña está el pico de Matterhorn. Twin Peaks está a 2,5 km al noroeste y el monte Excelsior está a 8,9 km al sureste de él.